# Lisa Gaga
A Lisa Gaga (eredeti címén: Lisa Goes Gaga) a Simpson család című amerikai rajzfilmsorozat 23. évadának befejező, 22. epizódja. Az Egyesült Államokban a FOX csatornán adták le első alkalommal 2012. május 20-án, Magyarországon pedig a Viasat 6-on debütált 2013. január 21-én. Az epizódban az amerikai énekes-dalszerző Lady Gaga Springfield városába látogat, amelynek minden lakosa rendkívül lehangolt. A leginkább levert állapotban Lisa Simpson van, ami arra ösztönzi Gagát, hogy megtanítsa számára a boldogság jelentését.
Az epizódot Tim Long írta és Matthew Schofield rendezte. Lady Gaga egy animált karakterként vendégszerepelt, saját magának kölcsönözve hangját. A műsorért rajongó énekesnőt a sorozat kreátora Al Jean kérte fel a szereplésre. James L. Brooks látta Gaga a 60 Minutes című műsorban adott interjúját, és ő ösztönözte Al Jeant arra, hogy írjon egy forgatókönyvet. A tervezőcsapat az énekesnő összesen tizennyolc korábbi emlékezetes és excentrikus öltözékét tervezte meg az epizód kedvéért, többek közt a hírhedt húsruháját is. A Lisa Gaga felvételeit 2011 augusztusában 4 nap alatt, Los Angelesben készítették el.
A kritikusokat megosztotta a Lisa Gaga, akik annak ellenére, hogy dicsérték az énekesnő előadását, bírálták az epizód koncepcióját és megvalósítását. A Nielsen Media Research adatai alapján az epizód első sugárzása alkalmával 4,79 millió nézőt, illetve az épp tévéző 18-49 éves korosztály tagjainak 2,1 százalékát vonzotta.

## Tartalom
Lady Gaga, miközben koncertje helyszínére utazik vonatával, Springfield városán keresztül vezet az útja. Megtudja, hogy a városlakók önbecsülése milyen alacsony, így magára vállalja hogy az egész várost felvidítja. A város leginkább lehangolt tagja Lisa Simpson, akit iskolatársai a legnépszerűtlenebb diáknak választották. Lisa megpróbálja visszaszerezni státuszát azzal, hogy „Igazmondó” néven pozitív dolgokat ír magáról az iskola blogjára.
Mikor Bart rájön a titkára és leleplezi az egész iskola előtt, szociális rangja újabb mélypontra süllyed – egészen addig, míg Lady Gagának egy belső hang azt nem súgja, hogy a lánynak szüksége van a segítségére. Megannyi önvizsgálat és Gagával való kiabálás után rájön arra, hogy a kifakadása segített rajta, mert végre kiadta magából a dühét ahelyett, hogy magában tartotta volna (az a jelenet utal erre, mikor Lisa könnyek között elmondja Homernek és Marge-nak, hogy sosem kezd el zokogni otthon, hacsaknem tudja, hogy mindketten alszanak már), így Gaga küldetése sikeres lett. Ezután Lisa még eléri Gagát mielőtt elhagyta volna a várost, bocsánatot kér tőle, és előadnak egy közös dalt. Gaga segédletével Lisa és Springfield összes lakosa ráébred arra, hogy jobb önmagadnak, mint valaki másnak lenni.

## Elkészítés

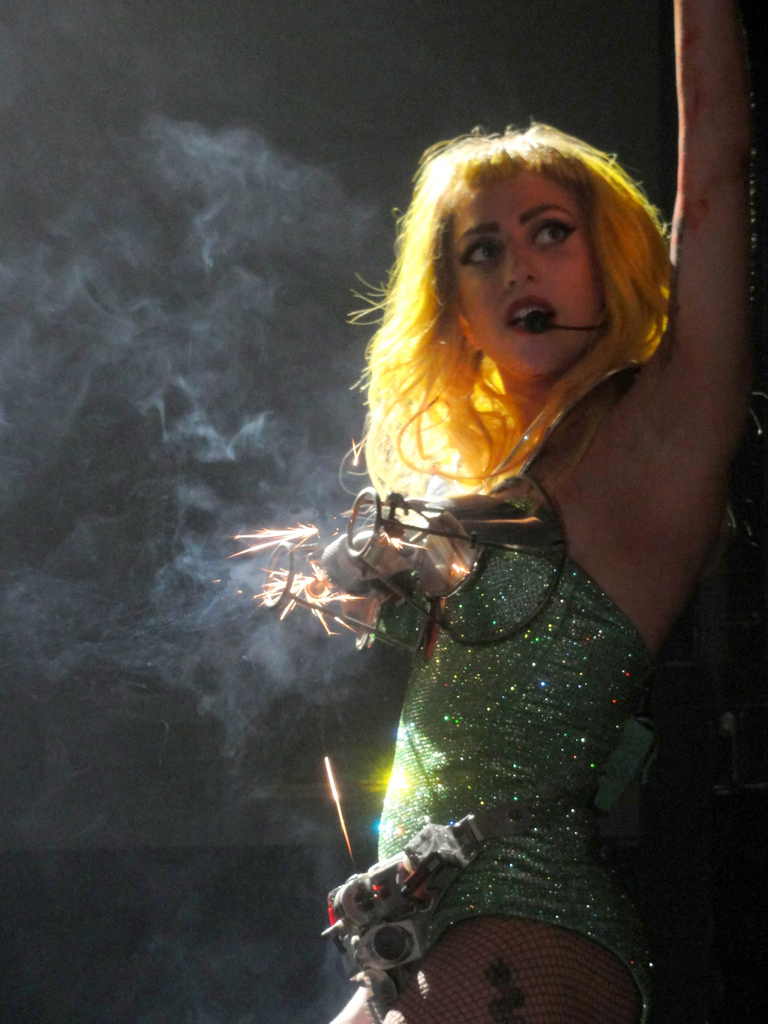
Lady Gaga pirotechnikai ruhája volt az egyike a kiparodizált öltözékeinek.

2011 augusztusában nyilvánosságra került, hogy Lady Gaga amerikai énekesnő önmagaként vendégszerepel a sorozatban. A producer James L. Brooks miután megnézte Gaga Anderson Cooperrel készített interjúját, arra ösztönözte Al Jeant, hogy írjon egy forgatókönyvet, és küldjön neki egy levelet, amiben megkérdezi tőle, hogy beleegyezik-e abba, hogy szerepeljen a műsorban. „Nagyon izgatott volt az egész dologgal kapcsolatban”, – emlékezett vissza Jean. „Miután aláírta, hogy megcsinálja, kétszer jött be felvenni a dialógusokat, másodszorra megmutattuk neki a nyers változatot.” Az epizód felvételeit Los Angelesben készítették egy négy napos periódus alatt, augusztus 22-től 26-ig. Gaga a felvételek során hamar megértette a műsor ironikus természetét, ezáltal könnyebb volt elvégeznie a feladatát. „A karaktereik olyan félelmetesen meggyőzőek, őszinték, vadak és viccesek, folyamatosan emlékeztetnem kellett magamat a komikum őszinteségére,” mondta el az énekesnő. „Erre próbáltam koncentrálni, nem túl sokat tenni a karakterbe, és olyan őszintének lenni a sorokkal amennyire csak tudtam.” Mindezen érzelmei ellenére, Gaga elmondta, hogy a műsor csapatával való munka „az egyik legklasszabb dolog volt, amit valaha csinált”.
A Simpson család munkatársai közül sokakat lenyűgözött Gaga előadása, akik kiemelték, hogy hangterjedelme és rögtönzési képességei kivételesek. Matt Groening a műsor kreátora elmondta: „Már a show kezdete óta mindig is korunk legikonikusabb személyiségeit akartam a műsorba, és ő az.” Egy az E! Online-nal készített interjúban Groening tovább beszélt Gaga megjelenéséről: „A nagyszerű Lady Gagával kapcsolatban, hogy számos alkalommal eljött, és mindig más szerelésben. Mint például elhagyta a szobát, és a szünet után egy teljesen új szerelésben jött vissza. Hihetetlen volt. Az egyetlen alkalom mikor levette a kalapját, akkor volt mikor a mikrofont ütögette vele.” Yeardley Smith a stáb tagja elmondta, hogy megdöbbent, hogy Gagának volt ideje megjelenni a műsorban.
A tervezőcsapat 18 különféle öltözéket tervezett meg, hogy ezzel tisztelegjenek Gaga excentrikus megjelenésének. Nem működtek együtt Gaga egyik divattervezőjével, vagy kreatív igazgatójával, Nicola Formichettivel sem. A rendhagyó megjelenéseknek köszönhetően Jean-nak több szabadsága volt a kosztümök elrendezésének kialakításával kapcsolatban, mint például olyan gyors változtatásokkal, amelyek „a való életben nem lennének lehetségesek”. „Van egy pillanat az epizódban,” emlékezett vissza Jean „amikor úgy indul el, hogy a haja lenn van. Aztán egy függönyt húznak elé, és másodpercek alatt egy teljesen más öltözék van rajta egy tölcsérmelltartóval, és a haja fel van hajspray-zve, nagy és göndör. A való életben ez valószínűleg 8 órát venne igénybe.” Számos kosztümöt Gaga által korábban viselt öltözékek ihlettek, többek között a húsruhája, és a Kermit a béka ruhája. „Sokat kutattunk, visszanéztük régi öltözékeit, és tényleg már millióféle különböző dologban volt, millió különböző külseje volt.”

## Kulturális utalások
Lady Gaga karrierjére több szempontból is utalásokat tettek az epizódban. A You're All My Little Monsters (Ti mindannyian a Szörnyecskéim vagytok) dalt külön erre a részre készítették, amelyben Gaga kapcsolatát parodizálják elkötelezett rajongóival, a „Szörnyecskékkel”. A Spin magazin rovatvezetője, Devon Maloney szerint a dal végtére egy nyíltan kifigurázott változata 2011-es Born This Way című kislemezének, amely magába foglalja Springfield „bolondosságát”. Gaga számos öltözéke és kinézete próbálja felülmúlni az énekesnő által korábban viselt különféle ikonikus kosztümöket, mint például a The Monster Ball Tour című koncertturnéján viselt „Élő ruhát” és pirotechnikai dresszet, illetve az 53. Grammy-díj átadón viselt öltözékét. Az egyik jelenetben látható disznóhús szeletekből készített ruhája az énekesnő által a 2010-es MTV Video Music Awards gálán viselt húsruháját parodizálta. A Lisa Gaga végén látható stáblista során a sorozat egyik főszereplője, Homer Simpson előadásában hallható Gaga 2009-es Poker Face címmel megjelent slágere. Szintén az epizód végén egy kép a Maggie főszereplésében készült A Simpson család - Maggie az óvodában című kisfilmet hirdeti, amit a 2012-es Jégkorszak 4. – Vándorló kontinens című animációs film előtt fognak vetíteni.

## Fogadtatás
A Lisa Gagát az Egyesült Államokban eredetileg 2012. május 20-án a FOX csatorna műsorában sugározták. Első vetítésekor összesen 4,79 millióan nézték, illetve az épp televíziót néző 18-49 év közötti korosztálybeli emberek 2,1 százaléka választotta az epizódot. A Lisa Gagának nehéz ellenfelei voltak, egyszerre adták a CBS csatorna 60 Minutes, NBC csatorna America's Got Talent, és az ABC csatorna 2012-es Billboard Music Awards műsoraival. Az össznézőszám és a százalékos arány jelentős javulást mutat a Ned kontra Edna (Ned 'n Edna's Blend) című előző részhez képest, amit 4,07 millió ember nézett, és 1,9 százalékos arányt ért el a 18-49-es korosztályban.
Az epizódról alkotott kritikusi vélemények megoszlottak egymás közt. A The A.V. Club írója, Rowan Kaiser összegzésként azt írta: „Amennyire az epizód idegesítő volt koncepciójában és megvalósításában, valójában nem volt olyan fájdalmas nézni. Rajzfilm Lady Gaga kosztümjei és színháziassága még mindig szórakoztató volt. Sőt még néhány Gaga-specifikus részlet is megnevettetett, mint mikor Homer megsütötte és megette Gaga húsruháját, vagy Bart Maggie-t Baby Goo-goo-nak öltöztette. Jobb ítélőképességem ellenére közepesen szórakoztatott voltam.” A "B-" értékelésében kijelentette, hogy a Lisa Gagában az énekesnő egy egészen egyszerű értelmezését használták, és úgy érezte hogy Lady Gaga megjelenése felsőbbrendű volt a korábbi vendégszereplőkhöz képest. „Megannyi Simpson családos híresség hangja legfeljebb néhány percre jelenik meg Extras-stílusban 'Váó, Chris Martin a Coldplay-ből, mit keresel te itt?' Vagy csak egyszeri karaktereknek adnak hangot nem elég adottsággal ahhoz, hogy emlékezetes legyen. Ehelyett Gaga van a központban az egész epizódban egészen addig a pontig, ahol ha egy félórás Lady Gaga reklámnak akarnád hívni, valószínűleg nem tévednél. Szerencsére a Lisa Gaga esetében a híresség szívéből szórakoztat eléggé ahhoz, hogy a reklámja ne legyen teljes időpazarlás.” A HLN csatorna egyik írója biztosít arról, hogy a Simpson családnak sikerült „nagyon stílusosan” betetőzni évadját; David Greenwald a Billboardtól hasonló véleményen volt. Gaga előadását gyakran említették a kritikákban. Becky Bain az Idolatortól, Tracy Gilchrist a SheWiredtől, illetve Caroline Westbrook a Metrótól kedvező értékeléseket jelentettek meg az énekesnő játékáról, utóbbi megerősítette, hogy Gagának számos emlékezetes pillanata volt az epizód során. „A sorozat jó hasznát vette a vendégsztárának, ahelyett hogy szerepét csak egy cameoszerepre csökkentették volna. Az epizód a végére egy hosszú geggé vált Gaga különcségéről, illetve legsokkolóbb pillanatainak újrafeldolgozása lett.”, vélte Teresa L. a TV Fanaticstől. Jocelyn W. a TV Equalstől elmondta, hogy „Lady Gaga segítette a Simpson család 23. évadát emlékezetesen végződni”.

## Fordítás
- Ez a szócikk részben vagy egészben  a   Lisa Goes Gaga című angol Wikipédia-szócikk fordításán alapul.  Az eredeti cikk szerkesztőit annak laptörténete sorolja fel. Ez a jelzés csupán a megfogalmazás eredetét és a szerzői jogokat jelzi, nem szolgál a cikkben szereplő információk forrásmegjelöléseként.